# ラブライアン・レイ
ラブライアン・レイ（LaBryan Ray、1997年12月5日 - ）は、アメリカ合衆国アラバマ州マディソン出身のアメリカンフットボール選手。ポジションはディフェンシブライン（DL）。NFLのカロライナ・パンサーズに所属している。
カレッジフットボールはアラバマ大学でプレーし、 2022年にドラフト外フリーエージェントとしてニューイングランド・ペイトリオッツと契約した。

## 大学入学以前の経歴
レイはアラバマ州マディソンのジェームス・クレメンス高校に通っていた。彼は５つ星の新入生であり、フロリダ大、アラバマ大、テネシー大、ミシシッピ大、アーカンソー大からのオファーを受け、最終的にアラバマ大への入学を決めた。

## 大学時代
フレッシュマンシーズンにレイは足のケガのため、6試合しか出場しておらず、シーズンを通して 2.5ロスタックルを含む5タックル、1サックを記録した。この年のシーズンに彼は、5.5ロスタックル、2.5サックを含む39タックル、2回のパスカットを記録した。
2年目シーズンには15試合全てに出場し、1試合を先発として出場した。この年に彼は、5.5ロスタックルを含む合計39タックル、2サック、2回のパスカットを記録した。
3年目シーズンは、1.5ロスタックルを含む合計9タックル、1サック、1回のファンブルフォースを記録して終えた。

## プロキャリア

### ニューイングランド・ペイトリオッツ
| 6 ft 4+1⁄4 in (194 cm)      | 283 lb (128 kg) | 32+5⁄8 in (83 cm) | 8+1⁄2 in (22 cm) |
| All values from NFL Combine |                 |                   |                  |

レイは2022年のNFLドラフトに出ることを決めたが、怪我の問題もあり、レイを指名するチームは現れず、結局、2022年5月9日にドラフト外フリーエージェントとしてニューイングランド・ペイトリオッツと契約した。しかし試合出場は無く、2023年2月17日にウェーバーにかけられた。

### フィラデルフィア・スターズ
2023年5月3日にUSFLのフィラデルフィア・スターズと契約を結んだ。USFLでは7試合に出場し、内5試合に先発、10タックル・3サックを記録した。

### カロライナ・パンサーズ
2023年7月31日にカロライナ・パンサーズと契約を結び、NFLに復帰した。